# Christian Kneisel
Christian Kneisel (* 24. August 1953 in Berlin), bekannt unter seinem Künstlernamen Xirc le Cinx, ist ein deutscher Komponist, Musikwissenschaftler, Pädagoge, Intendant, Regisseur, Kurator und Bildender Künstler.

## Studium
Kneisel studierte von 1973 bis 1980 Musikwissenschaften, Musikethnologie und Theaterwissenschaften an der Freien Universität Berlin (FU) mit Abschluss Magister artium sowie Komposition bei Heinz Lau, Thomas Kessler, Boris Blacher, Jolyon Brettingham Smith und Witold Szalonek. Er studierte außerdem Kommunikationswissenschaften und Kybernetik an der Technischen Universität Berlin und absolvierte nebenbei verschiedene Volontariate und Assistenzen beim Hörfunk und in Musikstudios. Von 2007 bis 2010 studierte er außerdem „Lösungsorientierte Psychologie“ mit Diplomabschluss.

## Künstlerisches Wirken
Kneisel war von 1973 bis 1982 Kursleiter für elektroakustische Musik, u. a. im Rahmen der Veranstaltungsreihe „Musikerziehung & Experiment“ sowie verschiedener kunst- und musikpädagogischer Modellversuche und arbeitete außerdem parallel zum Studium und seiner beruflichen Tätigkeiten von 1977 bis 1996 als Lehrer an verschiedenen Berliner Schulen. Von 1983 bis 1987 leitete er gemeinsam mit Michael Muschner das der Förderung junger Künstler dienende, von der Stadt Berlin getragene Musik-Studio „Musiklabor“. Kneisel wirkte außerdem als Dozent im Studiengang Kulturmanagement der FU-Berlin (1992–1995) und als Dozent für Kulturmanagement an der BBW-Akademie Berlin-Brandenburg (1996–1999).
Im Jahr 1988 wurde er wissenschaftlicher Leiter der Abteilung Musik an der Akademie der Künste Berlin und war als solcher bis 2001 tätig. Hier betreute er die Mitglieder der Akademie, war für Konzeption und Organisation öffentlicher Veranstaltungen verantwortlich und im Rahmen interdisziplinärer Großprojekte auch für Ausstellungen und Installationen. Zu seinen Aufgaben gehörten unterschiedliche Beratungs- und Gutachtertätigkeiten, Jury, Aufsichts- und Beiratsmitarbeiten, Aufbau und Pflege von Kooperationen mit in- und ausländischen Kulturinstitutionen sowie die Herausgabe verschiedener Publikationen. 1994 übernahm er zusätzlich die künstlerische Leitung des von der Akademie getragenen Künstlerhofes Buch im Norden Berlins. 1989 gründete er „Academy“, das CD-Label für zeitgenössische Musik der Akademie der Künste, das er bis 2003 leitete. 1996 gründete er ein weiteres CD-Label der Akademie, „The Listening Room“, das bis 2003 in den Genres Elektroakustische Musik, Radiokunst, Feature, Literatur und „Kabarett-Musik der 20er Jahre“ Tonträger veröffentlichte.
Von 2001 bis 2014 war Kneisel Intendant des Brandenburger Theaters in Brandenburg an der Havel, von 2001 bis 2011 ebendort auch Geschäftsführer der Brandenburger Theater GmbH. Von 2003 bis 2014 hatte er zudem die Leitung der Kunsthalle Brennabor inne und wirkt dort seit der Wiedereröffnung 2016 als Kurator. 2017 und 2018 betreute Kneisel in EU-finanzierten Projekten in Berlin lebende Künstler und kuratierte deren Ausstellungen.
Seit 2014 ist Kneisel freischaffend als Komponist, Bildender Künstler und Kurator tätig.

### Konzerttätigkeit und Veröffentlichungen
Von 1970 bis 1988 war Kneisel als Saxophonist, Klarinettist und Synthesizer-Spieler Mitglied verschiedener Rockgruppen und Jazzensembles, spielte u. a. zusammen mit „Agitation Free“, Mitgliedern von „Tangerine Dream“, „Ash Ra Tempel“, „Bleibtreu“, „Other Voices“, „Interzone“, „1. Futurologischer Congress“, Frieder Butzmann, Gustl Lütjens, Harald Grosskopf, Manne Opitz, Chris Evans, Bruno Ferrari, Else Nabu, Carlo Karges und George Kranz. Er absolvierte Konzerte und Tourneen in Deutschland, Österreich, Polen, Rumänien, den Niederlanden und der DDR. Er war außerdem Mitglied bzw. Gast verschiedener Ensembles zeitgenössischer Musik und absolvierte als Komponist und Interpret zahlreiche Konzerte (u. a. beim „Warschauer Herbst“, Neue Musik Bukarest, „Pro musica nova“, „Unerhörte Musik“ Berlin sowie Konzerte in Frankreich, Holland und der DDR).
Seine Kompositionen veröffentlichte er häufig unter Pseudonym, darunter Kompositionen Neuer Musik. U.a. führte Jeffrey Burns zwischen 1993 und 2002 seine Werke für Piano solo auf, die Brandenburger Symphoniker brachten 2015 acht Orchesterwerke zur Uraufführung. Mit Carlo Karges komponierte er 1982 die Stücke für die Solo-LP von Else Nabu.
Als Komponist war er an der Produktion mehrerer Musiktheaterwerke beteiligt, u. a. schrieb er für das Musiktheater „Reineke Fuchs“  Musiken für die Inszenierungen „Feuerreiter“ (1985), „Atta Troll“ (1986) und „Vorsicht Feuer“ (1988). Er komponierte zahlreiche Theatermusiken für verschiedene Berliner Theater sowie für das Brandenburger Theater.
Außerdem übernahm er Regiearbeiten (zeitgenössisches Musiktheater, Schauspiel, Performance), konzipierte Raum- und Videoinstallationen und führte diese durch, stellte foto- und bildkünstlerische Arbeiten aus und schuf klangkünstlerische Installationen in öffentlichen Räumen und Galerien.
Kneisel war auch Deutschland-Korrespondent der US-Musikzeitschrift „Synapse – electronic & computer music magazine“ (1976–1980), freier Autor und Rezensent musikpädagogischer und musikwissenschaftlicher Zeitschriften, Co-Autor von Buch- und Katalogprojekten  – u. a. „Rock in den 70ern“, „X-Positions“ (1994), „Sonambiente“ (1996), „Z 2000“ – sowie Autor verschiedener Radio-Features, u. a. „Rockmusik in der DDR“, „Elektronische Musik in der Schule“, „Computer und Komposition“ (1979–1985).

## Beratende Tätigkeiten
Seit 1983 ist Kneisel Mitglied verschiedener Jurys, Beiräte, Kommissionen (u. a. Musikförderungen der Stadt Berlin und des Landes Brandenburg, Künstlerprogramm des DAAD, Berliner Festwochen, Deutscher Musikrat). Von 1990 bis 1992 war er Mitglied des Kuratoren- und Beraterteams der Berliner Kulturveranstaltungs-GmbH. 1990 war er Mitbegründer und Vorsitzender der Berliner Gesellschaft für Neue Musik und des Dachverbandes „Initiative Neue Musik Berlin“. Von 1991 bis 2000 war er als „Vertreter des kulturellen Lebens Berlins“ Mitglied des SFB-Rundfunkrates. Seit 1995 berät Kneisel verschiedene Institutionen in kulturpolitischen und künstlerischen Angelegenheiten und hält in diesem Zusammenhang zahlreiche Vorträge.

## Auszeichnungen
- 1981: Preisträger beim Rockwettbewerb des Berliner Kultursenats
- 1982 gewann die von ihm produzierte Band „Verlorene Unschuld“ den Rockwettbewerb des Berliner Kultursenats

## Diskografie (Auswahl)
Kneisel veröffentlichte als Interpret, Komponist, Textautor und Produzent für Schallplattenfirmen und Musikverlage rund einhundert Tonträger in den Bereichen Jazz, Rock, zeitgenössische E-Musik, Klang- und Radiokunst.
- 1981: Dig it al(l)-Volt-Age
- 1981: „Stinky Miller“-Tapes (mit Dirk Laudahn)
- 1982: Störenfried (mit „Bleibtreu“)
- 1983: Christian Kneisel–Gala
- 1985: Strangers & Lovers
- 1992: Contacts
- 1993: Capricorn (Gemeinschaftsproduktion mit Chris Evans)
- 2013: Kokolores